# フォーラム・ショッピング
フォーラム・ショッピング（英語：forum shopping）とは、ある事件について複数の国（一国内の地域により法律が異なる場合は、地域も含む。以下同じ。）に国際裁判管轄が認められる見込みがある場合に、原告が自分に有利な判決がされる見込みのある国の裁判所に訴訟を提起する訴訟戦術のことをいう。法廷地漁り又は法廷漁りともいう。

## 要因
フォーラム・ショッピングが起きる原因としては、まず、国際私法の内容が各国により異なることが挙げられる。国際私法における準拠法の選択は、問題となる法律関係に密接な地の法律を選択するのが立法上及び解釈上の原則である。しかし、一部の法分野には条約により国際的に統一されている分野もあるものの、全ての国が批准しているわけでもなく、国際私法の立法は基本的に国内問題であるため、法廷地を異にすれば国際私法により準拠法とされる法律が異なることがあり、それゆえに法律の適用結果が異なってくる場合がある。
また、民事訴訟法を中心とする手続法の内容も国により異なる。その結果、訴訟をどの国の裁判所に提起するかにより原告にとって有利になるか不利になるかが変わることも、フォーラム・ショッピングを生む原因となる。例えば、民事訴訟で陪審制を採用している国においては、消費者と大企業が対立する訴訟では消費者側に有利な判決が出る傾向があると言われている。また、訴訟の一方当事者が他方当事者手持ちの証拠を法廷に提示させて閲覧する制度に関する立法の差異も原因の一つとされる。
ヨーロッパにおいては、フォーラム・ショッピングの問題は複雑になる。管轄上、イギリスでも提訴が可能であり、かつ、その他のヨーロッパ諸国（たとえばドイツなど）の裁判所へも提訴が可能な場合、上記のとおり原告は自己に有利な裁判所を選好する。しかし、イギリスはコモン・ローであり、その他のヨーロッパ諸国で一般的な大陸法と異なる。もし、原告がイギリスで訴訟提起した場合、フォーラム・ノン・コンヴィニエンス（forum non conveniens）の法理の下、当該事件はフォーラム・ショッピングの観点で好ましくないと判断した場合、管轄を辞退し得る。

## アメリカ合衆国特有の要因
フォーラム・ショッピングについて特に問題とされていることとして、国際的な私法上の紛争について、他国の裁判所ではなくアメリカ合衆国の裁判所に民事訴訟を提起する場合が多いことや、州裁判所と連邦裁判所の管轄の重複の問題があげられる。
国際的な私法上の紛争については、原告の居住地とは無関係に、アメリカ合衆国の裁判所に訴訟を提起することを望む場合がある。この原因としては、前述した民事訴訟における陪審制の採用、証拠開示制度の整備などのほか、損害賠償の算定額が高いということが指摘されているが、それに加え、ロング・アーム法（long arm statute）と呼ばれる国際（州際）裁判管轄に関する州の立法も要因の一つとされる。
ロング・アーム法とは、被告となる者が当該州に所在していない場合であっても、被告がその州に最小限度の関連（minimum contact）がある場合には、当該州の裁判所に裁判管轄が認められるとするアメリカの各州における立法の通称であり、1945年のアメリカ合衆国最高裁判所判決が、当該州に裁判管轄があるか否かはその州の裁判所が裁判をしてもフェアプレーと実質的な正義の原則に反しないと言えるだけの最小限度の関連が州と被告との間に認められるか否かによるという規準を採用したことに基づく立法である。通称の由来は、州が腕を伸ばして州に所在しない被告を管轄に取り込むという比喩による。
ロング・アーム法の問題として、最小限度の関連という要件が緩やかに適用されている運用が指摘されている。具体的には、当該州とは関わりがない外国企業を被告とする場合であっても、何らかの理由により州と関連があるとの理由により当該州の裁判所の管轄を認め、さらに前述したアメリカを法廷地にすることによる原告のメリットとも相まって、アメリカに所在する裁判所に民事訴訟を提起するフォーラム・ショッピングを生む傾向がある。
ロング・アーム法が前提とする法理はこのような弊害を生むため、当該州に管轄がある場合でも、当事者のフェアプレーや正義の実現のため、同一事件について裁判管轄を有する他の国・州の裁判所で審理を行う方が望ましいと判断した場合には、裁量により原告の訴えを却下したり、一定の条件をもとに訴訟を一旦中止する扱いを認めるという、フォーラム・ノン・コンヴィニエンス（forum non conveniens）の理論が発達し、ロング・アーム法を修正する機能を有している。